# Mandalay District
Mandalay District är ett distrikt i Myanmar.   Det ligger i regionen Mandalayregionen, i den centrala delen av landet, 240 km norr om huvudstaden Naypyidaw.